# Michaleczky Péter
Michaleczky Péter (Budapest, 1978. június 25. –) író, újságíró, informatikus.

## Életrajz
Tizenévesen kezdett írni, első novellái online folyóiratokban, majd antológiákban jelentek meg.
1998-ban a Solaria Magazinnál, majd az Origónál volt újságíró, szerkesztő, dolgozott a Figyelőnek és a HVG-nek is.
2000-től a Kalandor Könyvkiadó munkatársaként helyezkedett el, az Átjáró Magazin alapítója és szerkesztője, az Átjáróhoz kapcsolódó fesztiválok szervezője. A magazin megszűnését követően szoftverfejlesztéssel és tanácsadással foglalkozott.
2013-ban vállalt ismét aktív szerepet a hazai SF életben, az azóta eltelt években az országos SF rendezvény, a Hungarocon műsorvezetője, házigazdája.
2016-ban Barcelonában az európai SF találkozó (Eurocon) meghívott vendégeként a hazai SF közösséget képviseli.
Szakmáját tekintve informatikus, felhőtechnológiával foglalkozik.

## Művei
- Membrán - in: Távoli kolóniák (antológia), Ad Astra Kiadó, 2016
- A szfinx aludni tér - in: Ajtók és átjárók (antológia), Főnix Könyvműhely Kiadó, 2016